# 바이올렛 (프로게이머)
바이올렛(본명: 임두성, 1993년 10월 21일 ~ )은 대한민국의 전직 스타크래프트 프로게이머이자 전직 리그 오브 레전드 프로게이머이다. 스타크래프트 선수 시절 아이디는 Just로 종족은 저그였다. 리그 오브 레전드 선수 시절 포지션은 AD 캐리, 서포터, 탑이었으며 아이디는 Violet이었다.

## 선수 시절

### 스타크래프트
임두성은 2009년 하반기 드래프트에서 KT 롤스터 스타크래프트팀의 3차 지명으로 입단하면서 프로 커리어를 시작했다.
선수 시절 주로 2군 멤버로 활동했다. 그러나 EVER 스타리그 2009 예선 J조 8강에서 곰TV MSL Season 4 준우승자 출신인 김구현 2-1 역전승을 거두는 이변을 일으키기도 했다.
2010년까지 스타크래프트 프로게이머로 활동했다.

### 리그 오브 레전드
2013년 8월, Incredible Miracle에 입단하면서 리그 오브 레전드 프로게이머 커리어를 시작했다. 바이올렛은 IM의 1팀에 합류했다. 2014 스프링 시즌에서 8강에 진출했다.
이후 MKZ에 합류했다.
2014년 8월부터 제닉스 스톰에서 활동했다.
2015 스프링 시즌을 앞두고 MKZ팀에서 복귀했다. MKZ에서는 탑 라이너로 출전했다. 챌린저스 서머 시즌 1 종료 이후 팀에서 퇴단했다.

## 은퇴 이후
2021년 2월 7일, APE 탑클래스 프로게이머 아카데미의 강사로 합류했다.

## 여담
리그 오브 레전드 프로게이머 시절 사용했던 Violet이라는 아이디는 故 우정호 선수를 추모하기 위해 정한 것이라고 한다.

## 수상 내역

### 리그 오브 레전드
- 애스록 마치 쇼 토너먼트 2014 우승